# Polsko-Czeska Izba Przemysłowo-Handlowa
Polsko-Czeska Izba Przemysłowo-Handlowa (cz. Polsko-česká obchodní komora), której przedmiotem działalności jest m.in. popieranie, inspirowanie i wspieranie rozwoju i współpracy gospodarczej pomiędzy Polską i Czechami, oraz ochrona interesów gospodarczych swoich członków.